# Паламарь, Виктория Григорьевна
Виктория (Вита) Григорьевна Паламарь (Паламар; укр. Вікторія (Віта) Григорівна Паламар; род. 12 октября 1977, Хмельницкий) — украинская легкоатлетка, специалистка по прыжкам в высоту. Выступала на профессиональном уровне в 1996—2015 годах, победительница Всемирной Универсиады, бронзовая призёрка Игр доброй воли и чемпионата мира в помещении, чемпионка Украины, участница двух летних Олимпийских игр.

## Биография
Виктория Паламарь родилась 12 октября 1977 года в Хмельницком, Украинская ССР. Впоследствии постоянно проживала в Киеве, представляла Вооружённые силы.
Впервые заявила о себе в прыжках в высоту на международном уровне в сезоне 1996 года, когда в составе украинской сборной одержала победу на турнире в австрийском Швехате и стала шестой на юниорском мировом первенстве в Сиднее.
В 1999 году заняла шестое место на молодёжном европейском первенстве в Гётеборге.
В 2000 году выиграла зимний чемпионат Украины в Броварах, была пятой на чемпионате Европы в помещении в Генте. Благодаря череде успешных выступлений удостоилась права защищать честь страны на летних Олимпийских играх в Сиднее — в финале взяла высоту в 1,96 метра, расположившись в итоговом протоколе соревнований на седьмой строке.
В 2001 году вновь превзошла всех соперниц на зимнем чемпионате Украины в Броварах, стала пятой на чемпионате мира в помещении в Лиссабоне, победила на летнем чемпионате Украины в Киеве, показала пятый результат на чемпионате мира в Эдмонтоне, была лучшей на Всемирной Универсиаде в Пекине, выиграла бронзовую медаль на Играх доброй воли в Брисбене.
В 2003 году вновь стала чемпионкой Украины, на Мировом классе в Цюрихе установила свой личный рекорд в прыжках в высоту на открытом стадионе — 2,01 метра. Также стала пятой на чемпионате мира в Париже, получила серебро на Всемирном легкоатлетическом финале в Монако.
В 2004 году была четвёртой на чемпионате мира в помещении в Будапеште, восьмой на Всемирном легкоатлетическом финале в Монако.
В 2005 году заняла пятое место на чемпионате мира в Хельсинки, взяла бронзу на Всемирном легкоатлетическом финале в Монако.
В 2007 году победила на чемпионате Украины в Донецке, показала седьмой результат на чемпионате мира в Осаке, шестой результат на Всемирном легкоатлетическом финале в Штутгарте, одержала победу на Всемирных военных играх в Хайдарабаде.
В 2008 году завоевала бронзовую награду на чемпионате мира в помещении в Валенсии. Принимала участие в Олимпийских играх в Пекине, где в финале прыжков в высоту с результатом 1,99 стала пятой.
В 2009 году среди прочего прыгала на командном чемпионате Европы в Лейрии и на чемпионате мира в Берлине.
Завершила спортивную карьеру по окончании сезона 2015 года.
В 2016 году в результате перепроверки допинг-проб, взятых на Олимпиаде в Пекине, Викторию Паламарь уличили в нарушении антидопинговых правил — проба показала наличие анаболического стероида туринабола. В результате Международный олимпийский комитет аннулировал её результаты на Олимпийских играх, также были аннулированы несколько её последующих результатов в 2008—2009 годах. Кроме того, в мае 2017 года спортсменку отстранили от участия в соревнованиях сроком на 2 года.